# Salar de Coipasa
Der Salar de Coipasa (Salzsee von Coipasa) ist ein Hochgebirgssee im Anden-Hochland von Südamerika.
Der See liegt auf einer Höhe von 3680 m über dem Meeresspiegel in etwa 160 km Luftlinie von der Stadt Oruro entfernt im gleichnamigen Departamento Oruro und ist mit einer Fläche von 2.218 km² der zweitgrößte Salzsee Boliviens. Südlich des Salar de Coipasa befindet sich der Salar de Uyuni, Boliviens größter Salzsee, und im Nordosten der Poopó-See, mit dem der Salar de Coipasa durch den Río Laca Jahuira verbunden ist.
In Jahren starken Niederschlags überflutet der Poopó-See über den Río Laca Jahuira das Coipasa-Salzbecken, der dann weiter nach Süden bis zum Nationalpark Lauca in Chile entwässert. In der Trockenzeit verdunstet das Wasser und hinterlässt mächtige Salzkrusten, die über weite Strecken gut befahrbar sind. Diese Salzkrusten werden in Handarbeit in sogenannten Salinas, Salzabbau-Stätten, abgebaut.
Der Salar de Coipasa ebenso wie der Salar de Uyuni sind Überreste von weitaus größerer Seen, die hier vor 25.000–40.000 Jahren das Altiplano-Hochland bedeckten. Durch die sich ändernden Klimabedingungen trockneten diese Gewässer langsam aus und die im Seewasser gelösten Mineralien fällten aus. Schwerlösliche Mineralien wie Kalk und Gips lagerten sich als erste ab und liegen heute im Untergrund der beiden Salzseen. Die leicht löslichen Mineralsalze hingegen blieben bis zuletzt im Wasser der Seen erhalten und bilden heute den Untergrund der Salare.
Der Coipasa-Salzsee ist umgeben von mehreren Bergen vulkanischen Ursprungs, von denen der höchste der Cerro Pucarani mit einer Höhe von 4.910 m ist, der im nordwestlichen Teil des Salzsees liegt. Am Ufer des Cerro Pucarani mitten im See liegt der Ort Coipasa, andere nennenswerte Siedlungen sind Sabaya und Chipaya.
Im Coipasa-Salzsee werden große Vorkommen an Lithium und Kalium vermutet, von deren zukünftiger Gewinnung sich der bolivianische Staat hohe Erlöse erhofft.